# Maryna Konieva
Maryna Konieva –en ucraniano, Марина Конєва– (Járkov, 19 de octubre de 1987) es una deportista ucraniana que compitió en taekwondo. Ganó una medalla de bronce en el Campeonato Europeo de Taekwondo de 2008, en la categoría de +72 kg.

## Palmarés internacional
| Campeonato Europeo | Campeonato Europeo | Campeonato Europeo | Campeonato Europeo |
| Año                | Lugar              | Medalla            | Categoría          |
| ------------------ | ------------------ | ------------------ | ------------------ |
| 2008               | Roma (Italia)      | Medalla de bronce  | +72 kg             |